# ザック・マカリスター
ザカリー・テイラー・マカリスター（Zachary Taylor McAllister , 1987年12月8日 - ）は、アメリカ合衆国イリノイ州ピオリア郡ピオリア出身のプロ野球選手（投手）。右投右打。フリーエージェント(FA)。愛称はZ-マック（Z-Mac）。

## 経歴

### プロ入りとヤンキース傘下時代
2006年のMLBドラフト3巡目（全体104位）でニューヨーク・ヤンキースから指名され、プロ入り。

### インディアンス時代
2010年8月20日、7月30日に行われたオースティン・カーンズとのトレードの後日発表選手としてクリーブランド・インディアンスへ移籍した。
2011年7月7日のトロント・ブルージェイズ戦で先発し、メジャーデビューを果たした。この年は4試合に先発登板したが、防御率6.11と打ち込まれた。
2012年の初登板となった5月7日のシカゴ・ホワイトソックス戦で6回を2失点に抑え、メジャー初勝利を挙げた。シーズン途中に1度マイナー落ちしたが、6月にメジャー復帰してからは先発ローテーションに定着した。この年は22試合に先発登板して6勝8敗、防御率4.24という成績でシーズンを終えた。
2013年は、6月に利き腕の中指を痛めて故障者リスト入りした。この間、セントルイス・カージナルスのエースであるアダム・ウェインライトから有益なアドバイスをもらった。故障もあり、フルシーズン先発ローテーション定着はならなかったが、24試合に先発登板して防御率3.75・9勝9敗という成績をマークし、前年より成長したところを見せた。
2014年は腰痛を発症し、2年連続での故障者リスト入りとなった。この腰痛から復帰してからは打ち込まれる場面が目立つようになり、シーズン後半には先発ローテーション落ちしてリリーフで投げた。結局、4勝7敗、防御率5.23と負け越してシーズンを終えた。
2015年は、1試合だけ先発登板したが、残りは全てリリーフ登板であり、61試合でマウンドに登った。リリーフ転向は成功し、自己ベストの防御率3.00をマーク。また、投球イニングを超える三振を奪って奪三振率11.0を叩き出すなど、ブレイクを果たした。
2016年は53試合に登板（うち2試合が先発登板）。防御率3.44・3勝2敗・WHIP1.45という成績で、前年ほどの好成績とはならなかった。しかし、奪三振率は2年連続で9.0超の数値を記録し、三振に抑える力は健在だった。
2017年は初めてリリーフに専念し50試合に登板。2勝2敗、防御率2.61、WHIP1.19と自己最高の成績を挙げた。さらに奪三振率も9.6と3年連続で9.0超えを達成した。
2018年8月3日にDFAとなり、7日に自由契約となった。

### タイガース時代
2018年8月10日にデトロイト・タイガースと契約を結んだ。8月16日のミネソタ・ツインズ戦に登板したが1⁄3回を被安打5、失点5で降板した。8月19日にDFAとなり、21日にマイナー契約で傘下のAAA級トレド・マッドヘンズへ配属されたが、翌22日にFAとなった。

### ドジャース傘下時代
2018年8月27日にロサンゼルス・ドジャースとマイナー契約を結び、傘下のAAA級オクラホマシティ・ドジャースへ配属された。オフの11月2日にFAとなった。

### ドジャース傘下退団後
2019年1月22日にテキサス・レンジャーズと1年契約を結んだが、3月25日に自由契約となった。その後、ドジャース、フィラデルフィア・フィリーズ、セントルイス・カージナルス、アリゾナ・ダイヤモンドバックスとマイナー契約を結んだが、いずれもメジャー昇格とはならず、2023年8月2日にダイヤモンドバックスからFAとなった。

### ヤンキース時代
2023年8月5日にニューヨーク・ヤンキースとマイナー契約を結んだ。9月12日にメジャー契約を結びアクティブ・ロースター入りし、同日のボストン・レッドソックス戦に移籍後初登板を果たした。2006年のドラフトでヤンキースからドラフト指名されて以来、17年越しにヤンキースでの登板が実現した。オフの11月3日にFAとなった。
2024年は、どのチームにも所属しなかった。

## 詳細情報

### 年度別投手成績
| 年 度    | 球 団    | 登 板 | 先 発 | 完 投 | 完 封 | 無 四 球 | 勝 利 | 敗 戦 | セ 丨 ブ | ホ 丨 ル ド | 勝 率 | 打 者 | 投 球 回 | 被 安 打 | 被 本 塁 打 | 与 四 球 | 敬 遠 | 与 死 球 | 奪 三 振 | 暴 投 | ボ 丨 ク | 失 点 | 自 責 点 | 防 御 率 | W H I P |
| -------- | -------- | ----- | ----- | ----- | ----- | -------- | ----- | ----- | -------- | ----------- | ----- | ----- | -------- | -------- | ----------- | -------- | ----- | -------- | -------- | ----- | -------- | ----- | -------- | -------- | ------- |
| 2011     | CLE      | 4     | 4     | 0     | 0     | 0        | 0     | 1     | 0        | 0           | .000  | 84    | 17.2     | 26       | 1           | 7        | 1     | 0        | 14       | 0     | 0        | 16    | 12       | 6.11     | 1.87    |
| 2012     | CLE      | 22    | 22    | 0     | 0     | 0        | 6     | 8     | 0        | 0           | .429  | 543   | 125.1    | 133      | 19          | 38       | 0     | 1        | 110      | 0     | 2        | 78    | 59       | 4.24     | 1.36    |
| 2013     | CLE      | 24    | 24    | 0     | 0     | 0        | 9     | 9     | 0        | 0           | .500  | 579   | 134.1    | 134      | 13          | 49       | 2     | 6        | 101      | 7     | 1        | 65    | 56       | 3.75     | 1.36    |
| 2014     | CLE      | 22    | 15    | 0     | 0     | 0        | 4     | 7     | 0        | 1           | .364  | 377   | 86.0     | 96       | 7           | 28       | 1     | 0        | 74       | 3     | 0        | 54    | 50       | 5.23     | 1.44    |
| 2015     | CLE      | 61    | 1     | 0     | 0     | 0        | 4     | 4     | 0        | 13          | .500  | 299   | 69.0     | 70       | 7           | 23       | 4     | 3        | 84       | 3     | 0        | 28    | 23       | 3.00     | 1.35    |
| 2016     | CLE      | 53    | 2     | 0     | 0     | 0        | 3     | 2     | 0        | 7           | .600  | 233   | 52.1     | 53       | 6           | 23       | 2     | 2        | 54       | 3     | 0        | 21    | 20       | 3.44     | 1.45    |
| 2017     | CLE      | 50    | 0     | 0     | 0     | 0        | 2     | 2     | 0        | 3           | .500  | 249   | 62.0     | 53       | 8           | 21       | 0     | 1        | 66       | 3     | 0        | 18    | 18       | 2.61     | 1.19    |
| 2018     | CLE      | 41    | 0     | 0     | 0     | 0        | 1     | 2     | 0        | 4           | .333  | 180   | 41.2     | 47       | 7           | 10       | 1     | 1        | 34       | 2     | 0        | 25    | 23       | 4.97     | 1.37    |
| 2018     | DET      | 3     | 0     | 0     | 0     | 0        | 0     | 0     | 0        | 0           | ----  | 19    | 3.1      | 10       | 1           | 0        | 0     | 0        | 5        | 1     | 0        | 8     | 8        | 21.60    | 3.00    |
| '18計    | DET      | 44    | 0     | 0     | 0     | 0        | 1     | 2     | 0        | 4           | .333  | 199   | 45.0     | 57       | 8           | 10       | 1     | 1        | 39       | 3     | 0        | 33    | 31       | 6.20     | 1.49    |
| 2023     | NYY      | 7     | 0     | 0     | 0     | 0        | 0     | 0     | 0        | 2           | ----  | 29    | 5.1      | 9        | 2           | 2        | 0     | 1        | 5        | 0     | 0        | 7     | 6        | 10.13    | 2.06    |
| MLB：9年 | MLB：9年 | 287   | 68    | 0     | 0     | 0        | 29    | 35    | 0        | 30          | .453  | 2592  | 597.0    | 631      | 71          | 201      | 11    | 15       | 547      | 22    | 3        | 320   | 275      | 4.15     | 1.39    |

- 2024年度シーズン終了時

### ポストシーズン投手成績
| 年 度     | 球 団     | シ リ ｜ ズ | 登 板 | 先 発 | 勝 利 | 敗 戦 | セ ｜ ブ | 打 者 | 投 球 回 | 被 安 打 | 被 本 塁 打 | 与 四 球 | 敬 遠 | 与 死 球 | 奪 三 振 | 暴 投 | ボ ｜ ク | 失 点 | 自 責 点 | 防 御 率 |
| --------- | --------- | ----------- | ----- | ----- | ----- | ----- | -------- | ----- | -------- | -------- | ----------- | -------- | ----- | -------- | -------- | ----- | -------- | ----- | -------- | -------- |
| 2016      | CLE       | ALCS        | 1     | 0     | 0     | 0     | 0        | 4     | 1.0      | 1        | 0           | 0        | 0     | 0        | 0        | 0     | 0        | 1     | 1        | 9.00     |
| 2016      | CLE       | WS          | 2     | 0     | 0     | 0     | 0        | 10    | 2.0      | 3        | 0           | 1        | 0     | 0        | 2        | 0     | 0        | 2     | 2        | 9.00     |
| 出場：1回 | 出場：1回 | 出場：1回   | 3     | 0     | 0     | 0     | 0        | 14    | 3.0      | 4        | 0           | 1        | 0     | 0        | 2        | 0     | 0        | 3     | 3        | 9.00     |

- 2024年度シーズン終了時

### 背番号
- 57（2011年）
- 34（2012年 - 2018年8月2日）
- 29（2018年8月11日 - 同年終了、2023年）